# Centralgrækenland
Centralgrækenland  (egentlig Fastlandsgrækenland, græsk Στερεά Ελλάδα – Stereá Elláda) er en af tretten periferier i Grækenland. Det er videre inddelt i de  regionale enheder Boiotien, Evrytania, Fokis, Fthiotis  og Euboea.
Periferien udgør den østlige del af det centrale Grækenland, nord for Attika og Peloponnes og øst for periferien Vestgrækenland. I nord ligger periferierne Thessalia og Epirus. Området er et af de mest bjergrige i Grækenland.